# Succinilacerta succinea
Succinilacerta succinea (лат.) — ископаемый вид ящериц из семейства настоящих ящериц, обнаруженный в балтийском янтаре. Первоначально был описан Джорджем Буленджером как представитель современного рода Nucras, но в 1998 году был переописан В. Бёме и В. Вайтшатом и выделен в монотипный род Succinilacerta Böhme & Weitschat, 1998. В 1999 году была опубликована статья, в которой описывался инклюз с ящерицей этого вида, сохранивший отпечатки кожи, что позволило сравнить характер щиткования Succinilacerta succinea с ныне живущими настоящими ящерицами. Образец включал практически всё тело ящерицы, за исключением передней части головы, левой части туловища, левой передней конечности (кроме кисти) и задней части хвоста. Вместе с тем, он не содержал остатков скелета и внутренних органов. Анализ признаков этого вида позволил заключить, что он может относиться как к кроновой группе настоящих ящериц, так и представлять собой близкую к ней стволовую..

## Описание
Длина тела без хвоста наиболее хорошо сохранившегося экземпляра составляет около 27 мм, причём треть этой длины приходится на голову. В зависимости от того, считать ли его молодой или взрослой особью, максимальная длина тела взрослых ящериц этого вида оценивается в 7—9 см, а общая длина с хвостом - не более 17—18 см.
Голова крупная и относительно короткая. Длина сохранившейся части хвоста составляет 13 мм. Голова позади глаз почти прямоугольная, с крупными теменными и лоботеменными щитками, четырьмя надглазничными щитками с каждой стороны, второй и третий из которых по размеру сравнимы с лоботеменными. С внешней стороны они контактируют с рядом надглазничных зёрнышек. Четвёртый надглазничный щиток контактирует с чешуйкой, за которой располагаются два удлинённый надвисочных щитка, первый из которых в три раз длиннее второго. Между лоботеменными и третьим надглазничным расположен маленький вставочный щиток, касающийся медиального края четвёртого. За лоботеменными находится один межтеменной щиток, не имеющий отверстия теменного органа, и один затылочный. Межтеменной и затылочный щитки отделяют друг от друга крупные теменные. Спереди от лоботеменных находится короткий и широкий лобный щиток, передняя часть которого не сохранилась.
Тело в сечении почти четырёхугольное. Сверху оно покрыто мелкими овальными или почти шестиугольными чешуйками. В передней части туловища чешуйки образуют поперечные ряды. Постепенно переходя в заднюю часть туловища, чешуйки становятся слегка ребристыми и накладывающимися друг на друга. Брюхо покрыто 6 продольными рядами четырёхугольных, накладывающихся друг на друга. Сохранившаяся часть хвоста в сечении почти четырёхугольная у основания и почти овальная на конце. Чешуи на верхней части хвоста схожи с чешуйками на спине, но на расстоянии около двух третьих длины бедра резко удлиняются и становятся организованными в кольца вокруг хвоста.
Передняя конечность достаточно длинная и тонкая. Предплечье в полтора раза длиннее плеча. Длина кисти вдоль самого длинного пальца почти равна длине предплечья. Пальцы длинные, цилиндрические. Задник конечности длиннее и толще передних.